# Sandspit
Sandspit è l'insediamento più popoloso dell'isola di Moresby, un'isola dell'arcipelago di Haida Gwaii nella Columbia Britannica, situato nella costa pacifica del Canada. La comunità non incorporata al censimento del 2016 aveva 297 abitanti, rispetto ai 387 del 2006. È servita dall'aeroporto di Sandspit con voli disponibili verso Vancouver.